# Louis Van Peteghem
Louis Van Peteghem, né à Bruges le 16 février 1825 et mort à Bruxelles le 4 avril 1901, est un dessinateur, lithographe, poète et écrivain belge de langue française et néerlandaise.
À côté de son œuvre lithographique, il publia des ouvrages de théorie artistique, ainsi que des articles dans diverses revues.

## Publications
- Levenschetsen van vlaemsche kunstoefenaren, Bruxelles, 1858, avec illustrations de l'auteur. Lire en ligne
- Griffonages poétiques, Bruxelles,1860.
- De l'enseignement du dessin et de l'organisation de nos académies, Bruxelles, 1865.
- Histoire de l'enseignement de l'art du dessin, depuis les temps les plus reculés jusqu'à nos jours, Bruxelles, 1868.
- Le philosophe Auguste Barthel, Bruxelles, 1868.